# Mezzolombardo
Mezzolombardo település Olaszországban, Trento megyében. Lakosainak száma 7519 fő (2023. január 1.). Mezzolombardo Mezzocorona, San Michele all’Adige, Ton, Fai della Paganella, Spormaggiore és Terre d'Adige községekkel határos.

## Népesség
A település népességének változása:
| Lakosok száma | 7098 | 7156 | 7519 |
|               | 2017 | 2018 | 2023 |